# EAK (musikgrupp)
Eld Attack Krossa, EAK, var ett socialistiskt punkband från Göteborg. Bandet var spektakulärt då de hade ett sound med militant socialistiska budskap. Frontfigur var Renzo Aneröd. Flera av medlemmarna hade kopplingar till metallbandet Stillborn. Utöver eget material gjorde bandet bland annat covers på gamla progg- och vislåtar av Björn Afzelius, Dan Berglund och Fred Åkerström. Albumet Stolt utnämndes till årets bästa av Jan Axelsson i FNA.
På skivan Lust sjunger den då okända Laleh på låten "Lever jag?"

## Diskografi
- 1995 - Klass mot klass
- 1996 - Stolt
- 1999 - Lust

## Källhänvisningar
1. ↑  "Lust". Popfakta.se. Läst 29 december 2014.